# 1726
1726 (MDCCXXVI) var ett normalår som började en tisdag i den gregorianska kalendern och ett normalår som började en lördag i den julianska kalendern.

## Händelser

### Januari
- 12 januari – Konventikelplakatet, som förbjuder religiösa sammankomster utanför kyrkans gudstjänster, konventiklar, med undantag av husandakter, utfärdas i Sverige. Den som upprepade gånger bryter mot lagen kan bestraffas med landsförvisning. Plakatet kommer att gälla till 1858.[1]

### Okänt datum
- Johann Konrad Dippel besöker Sverige och lägger grunden för radikalpietismens utbredning i landet.
- Rörstrands keramiska fabrik grundas.
- Mårten Triewald låter bygga Sveriges första ångmaskin i Dannemora gruva i Uppland.
- Enligt ett nytt beslut skall de svenska församlingarna anställa en barnlärare om varken föräldrarna eller klockaren kan bedriva undervisning. Vanligtvis fungerar äldre soldater och båtsmän som lärare, eftersom dessa kan läsa. Skolböckerna betalar föräldrarna själva.
- Jonathan Swifts roman Gullivers resor ges ut.

## Födda
- 3 juni – James Hutton, skotsk naturforskare.
- 25 juni – Anne Monson, brittisk botaniker.
- 18 juli – Innocenzo Spinazzi, italiensk skulptör.
- 1 september – François-André Danican Philidor, fransk kompositör och schackspelare.
- 29 oktober – Daniel Melanderhjelm, svensk matematiker och astronom.
- John H.D. Anderson, vetenskapsman.

## Avlidna
- 3 februari – Alexis Littré, fransk anatom och kirurg.
- 13 november – Sofia Dorotea av Celle.
- 20 december – Hannah Callowhill Penn, amerikansk guvernör.

### Fotnoter
1. ↑  ”Svenska kyrkolagar”. 20 juli 1726. Arkiverad från originalet den 3 november 2011. https://web.archive.org/web/20111103232200/http://www.reocities.com/odengatan/kyrkoplakat.html#1726. Läst 25 mars 2011.